# Puchar Afryki 2001
Puchar Afryki 2001 – druga edycja Pucharu Afryki, oficjalnych międzynarodowych zawodów rugby union o randze mistrzostw kontynentu organizowanych przez CAR mających na celu wyłonienie najlepszej męskiej reprezentacji narodowej w tej dyscyplinie sportu w Afryce. W walce o tytuł mistrzowski brało udział sześć zespołów, pozostałe drużyny, które przystąpiły do rozgrywek, występowały zaś w niższych dywizjach. Mecze zostały rozegrane w okresie od 17 marca–24 listopada 2001 roku. Zawody stanowiły część kwalifikacji do Pucharu Świata w Rugby 2003.

## Informacje ogólne
Główne zawody zostały rozegrane w formie dwóch trzyzespołowych grup rozgrywających spotkania systemem kołowym. Zwycięzcy grup spotkali się w finale, którego triumfator został mistrzem Afryki. Pozostałe afrykańskie drużyny rywalizowały w zawodach Dywizji 2, będącymi eliminacjami do Pucharu Świata. W pierwszej fazie sześć uczestniczących drużyn zostało podzielonych na dwie grupy, których zwycięzcy wraz z Kenijczykami utworzyli trzyzespołową grupę walczącą o awans do dalszej części kwalifikacji.

## Top 6

### Grupa A
| 17 marca 2001 | Tunezja | 14:17 | Maroko | Tunis |
| 17 marca 2001 |         | 14:17 |        | Tunis |

| 7 kwietnia 2001 | Wybrzeże Kości Słoniowej | 11:18 | Maroko | Abidżan |
| 7 kwietnia 2001 |                          | 11:18 |        | Abidżan |

| 21 kwietnia 2001 | Maroko | 20:18 | Wybrzeże Kości Słoniowej | Casablanca |
| 21 kwietnia 2001 |        | 20:18 |                          | Casablanca |

| 28 kwietnia 2001 | Tunezja | 11:11 | Wybrzeże Kości Słoniowej | Tunis |
| 28 kwietnia 2001 |         | 11:11 |                          | Tunis |

| 12 maja 2001 | Wybrzeże Kości Słoniowej | 47:0 | Tunezja | Abidżan |
| 12 maja 2001 |                          | 47:0 |         | Abidżan |

| 19 maja 2001 | Maroko | 30:3 | Tunezja | Casablanca |
| 19 maja 2001 |        | 30:3 |         | Casablanca |

### Grupa B
| 26 maja 2001 | Południowa Afryka U-23 | 60:15 | Namibia | Windhuk |
| 26 maja 2001 |                        | 60:15 |         | Windhuk |

| 2 czerwca 2001 | Zimbabwe | 20:71 | Południowa Afryka U-23 | Bulawayo |
| 2 czerwca 2001 |          | 20:71 |                        | Bulawayo |

| 16 czerwca 2001 | Południowa Afryka U-23 | 55:13 | Namibia | Johannesburg |
| 16 czerwca 2001 |                        | 55:13 |         | Johannesburg |

| 23 czerwca 2001 | Południowa Afryka U-23 | 78:29 | Zimbabwe | ABSA Stadium, Durban |
| 23 czerwca 2001 |                        | 78:29 |          | ABSA Stadium, Durban |

| 7 lipca 2001 | Zimbabwe | 27:26 | Namibia | Bulawayo |
| 7 lipca 2001 |          | 27:26 |         | Bulawayo |

| 14 lipca 2001 | Namibia | 19:15 | Zimbabwe | Windhuk |
| 14 lipca 2001 |         | 19:15 |          | Windhuk |

### Finał
| 10 listopada 2001 | Maroko | 20:36 | Południowa Afryka U-23 | Casablanca |
| 10 listopada 2001 |        | 20:36 |                        | Casablanca |

## Dywizja 2

### Pierwsza faza

#### Grupa A
| 28 lipca 2001 | Zambia | 25:24 | Kamerun | Chingola |
| 28 lipca 2001 |        | 25:24 |         | Chingola |

| 11 sierpnia 2001 | Uganda | 21:12 | Zambia | Kyadondo RFC, Kampala |
| 11 sierpnia 2001 |        | 21:12 |        | Kyadondo RFC, Kampala |

| 25 sierpnia 2001 | Kamerun | 17:0 | Uganda | Duala |
| 25 sierpnia 2001 |         | 17:0 |        | Duala |

#### Grupa B
| 1 września 2001 | Botswana | 13:3 | Suazi | Gaborone |
| 1 września 2001 |          | 13:3 |       | Gaborone |

| 16 września 2001 | Madagaskar | 31:11 | Botswana | Stade Municipal de Mahamasina, Antananarywa |
| 16 września 2001 |            | 31:11 |          | Stade Municipal de Mahamasina, Antananarywa |

| 29 września 2001 | Suazi | 21:26 | Madagaskar | Malkerns |
| 29 września 2001 |       | 21:26 |            | Malkerns |

### Druga faza
| 13 października 2001 | Madagaskar | 27:20 | Kenia | Stade Municipal de Mahamasina, Antananarywa |
| 13 października 2001 |            | 27:20 |       | Stade Municipal de Mahamasina, Antananarywa |

| 27 października 2001 | Kamerun | 24:30 | Madagaskar | Jaunde |
| 27 października 2001 |         | 24:30 |            | Jaunde |

| 24 listopada 2001 | Kenia | 40:15 | Kamerun | RFUEA Grounds, Nairobi |
| 24 listopada 2001 |       | 40:15 |         | RFUEA Grounds, Nairobi |